# Міхаель Реш
Міхаель Реш (нім. Michael Rösch нар. 4 травня 1983 , Пірна, Німеччина) — німецький та бельгійський біатлоніст, олімпійський чемпіон 2006 року в естафеті, триразовий бронзовий призер чемпіонатів світу з біатлону в естафеті, переможець етапів кубка світу з біатлону, чемпіон світу з літнього біатлону. З 2014 року почав виступати за Бельгію.

## Виступи на Олімпійських іграх
| Рік  | Місце проведення | Інд | Спр | Пр | МС | Ест |
| 2006 | Турин            | 42  |     |    | 10 | 1   |

## Виступи на чемпіонатах світу
| Рік  | Місце проведення     | Інд | Спр | Пр | МС | Ест | ЗМ |
| 2005 | Ханти-Мансійськ      |     |     |    |    |     | 17 |
| 2006 | Поклюка              |     |     |    |    |     | 4  |
| 2007 | Антхольц-Антерсельва |     | 18  | 20 | 23 | 3   |    |
| 2008 | Естерсунд            | 25  | 5   | 7  | 28 | 3   |    |
| 2009 | Пхьончхан            | 18  | 14  | 9  | 5  | 3   |    |

## Кар'єра в Кубку світу
Першим роком Міхаеля в біатлоні був 1991 рік, а починаючи з 2004 року він почав виступати за національну збірну Німеччини з біатлону.
- Дебют в кубку світу — 27 лютого 2004 року в спринті в Лейк-Плесіді — 45 місце.
- Перше попадання в залікову зону — 4 березня 2004 року в спринті у Форт-Кенті — 6 місце.
- Перше попадання на розширений подіум — 4 березня 2004 року в спринті у Форт-Кенті — 6 місце.
- Перший подіум — 15 грудня 2005 року в індивідуальній гонці в Брезно-Осрбліє — 3 місце.
- Перша особиста перемога — 15 січня 2005 року в гонці переслідування в Рупольдинзі.

## Список призових місць на етапах Кубка світу
За свою  кар'єру виступів на етапах Кубка світу з біатлону Міхаель 22 раз підіймався на подіум пошани, з них 3 рази (включаючи 2 особисті перемоги) на найвищу сходинку та 10 разів був другим. Найкращого ж особистого результату в загальному заліку біатлоністів спортсмену вдалося досягти в  сезоні 2005/2006, коли він за підсумками сезону посів 5 місце. 
| №  | Позиція | Дисципліна           | Етап        | Місце проведення |
| -- | ------- | -------------------- | ----------- | ---------------- |
| 1  | 1       | гонка переслідування | 2005/06 - 5 | Рупольдінг       |
| 2  | 1       | естафета             | 2005/06 - 5 | Рупольдінг       |
| 3  | 1       | спринт               | 2006/07 - 9 | Ханти-Мансійськ  |
| 4  | 2       | спринт               | 2005/06 - 3 | Брезно-Осрбліє   |
| 5  | 2       | спринт               | 2005/06 - 5 | Рупольдінг       |
| 6  | 2       | естафета             | 2006/07 - 2 | Гохфільцин       |
| 7  | 2       | спринт               | 2006/07 - 3 | Гохфільцин       |
| 8  | 2       | естафета             | 2005/06 - 4 | Обергоф          |
| 9  | 2       | естафета             | 2007/08 - 3 | Поклюка          |
| 10 | 2       | спринт               | 2007/08 - 9 | Осло             |
| 11 | 2       | спринт               | 2008/09 - 4 | Обергоф          |
| 12 | 2       | естафета             | 2008/09 - 4 | Обергоф          |

| №  | Позиція | Дисципліна           | Етап        | Місце проведення     |
| -- | ------- | -------------------- | ----------- | -------------------- |
| 13 | 2       | естафета             | 2008/09 - 5 | Рупольдінг           |
| 14 | 3       | індивідуальна гонка  | 2005/06 - 3 | Брезно-Осрбліє       |
| 15 | 3       | гонка переслідування | 2005/06 - 3 | Брезно-Осрбліє       |
| 16 | 3       | естафета             | 2006/07 - 3 | Гохфільцин           |
| 17 | 3       | естафета             | 2006/07 - 5 | Рупольдінг           |
| 18 | 3       | естафета             | 2007/08 - 2 | Гохфільцин           |
| 19 | 3       | естафета             | 2007/08 - 4 | Обергоф              |
| 20 | 3       | естафета             | 2007/08 - 5 | Рупольдінг           |
| 21 | 3       | естафета             | 2008/09 - 7 | Ванкувер             |
| 22 | 3       | естафета             | 2011/12 - 6 | Антхольц-Антерсельва |

## Загальний залік в Кубку світу
- 2003-2004 — 51-е місце (44 очки)
- 2004-2005 — 49-е місце (63 очки)
- 2005-2006 — 5-е місце (573 очки)
- 2006-2007 — 11-е місце (539 очок)
- 2007-2008 — 11-е місце (475 очок)
- 2008-2009 — 16-е місце (530 очок)
- 2009-2010 — 76-е місце (38 очок)

## Статистика стрільби
| № п/п | Сезон     | Загальна        | Індивідуальна гонка | Спринт         | Гонка переслідування | Мас-старт      | Естафета      |
| ----- | --------- | --------------- | ------------------- | -------------- | -------------------- | -------------- | ------------- |
| 1     | 2005-2006 | 80,8% (346/482) | 83,3% (50/60)       | 80,0% (72/90)  | 82,9% (116/140)      | 78,0% (78/100) | 78,9% (30/38) |
| 2     | 2006-2007 | 82,7% (397/480) | 88,3% (53/60)       | 81,0% (81/100) | 81,3% (130/160)      | 84,0% (84/100) | 81,7% (49/60) |
| 3     | 2007-2008 | 81,6% (395/484) | 81,7% (49/60)       | 84,0% (84/100) | 84,4% (135/160)      | 78,0% (78/100) | 76,6% (49/64) |
| 4     | 2008-2009 | 80,6% (383/475) | 82,5% (66/80)       | 79,0% (79/100) | 82,5% (99/120)       | 79,0% (79/100) | 80,0% (60/75) |
| 5     | 2009-2010 | 74,3% (104/140) | 78,3% (47/60)       | 72,5% (29/40)  | 70,0% (28/40)        | 0,0% (0/0)     | 0,0% (0/0)    |